# Wengerter
Wengerter ist ein deutscher Familienname, der vor allem in Unterfranken verbreitet ist.

## Herkunft und Bedeutung
Wengerter kommt von Wengert und bedeutet Weingärtner. Siehe dazu Winzer.
Die pfälzische Entsprechung Wingerter findet man in Deutschland häufiger. 